# Annie Awards de Melhor Animação Independente
O Prêmio Annie de Animação Independente (em inglês: Annie Award for Best Animated Feature – Independent) é um dos Prêmios Annie introduzido em 2015 concedido anualmente, foi criada para reconhecer longas-metragens que não tenham grande divulgação nos Estados Unidos, como trabalhos de animadores independentes e estúdios internacionais.
O longa-metragem brasileiro, O Menino e o Mundo foi o primeiro vencedor da categoria no ano de 2015, também sendo indicado ao Oscar daquele ano.

## Década de 2010
| Ano                                    | Filme                                                       | Estúdio(s)     |
| 2015                                   |                                                             |                |
| -------------------------------------- | ----------------------------------------------------------- | -------------- |
| 2015                                   | O Menino e o Mundo                                          | Filme de Papel |
| 2015                                   | Kahlil Gibran's The Prophet                                 | Ventanarosa    |
| 2015                                   | The Boy and the Beast                                       | Studio Chizu   |
| 2015                                   | When Marnie Was There                                       | Studio Ghibli  |
| 2016                                   |                                                             |                |
| The Red Turtle                         | Studio Ghibli, Prima Linea Productions, Why Not Productions |                |
| Long Way North                         | Sacrebleu Productions, Maybe Movies, France 3 Cinéma        |                |
| Miss Hokusai                           | Production I.G                                              |                |
| My Life as a Zucchini                  | Rita Productions, Blue Spirit Productions, Gebeka Films     |                |
| Your Name                              | CoMix Wave Films                                            |                |
| 2017                                   |                                                             |                |
| The Breadwinner                        | Cartoon Saloon, Aircraft Pictures, Melusine Productions     |                |
| The Big Bad Fox & Other Tales          | Folivari, Panique!, StudioCanal                             |                |
| In This Corner of the World            | MAPPA                                                       |                |
| Loving Vincent                         | BreakThru Films                                             |                |
| Napping Princess                       | Nippon TV, Production I.G                                   |                |
| 2018                                   |                                                             |                |
| Mirai no Mirai                         | Studio Chizu                                                |                |
| MFKZ                                   | Ankama, Studio 4ºC                                          |                |
| Ruben Brandt, Collector                | Hungarian National Film Fund                                |                |
| This Magnificent Cake!                 | Beast Animation, Vivement Lundi!, Pedri Animation           |                |
| Tito e os Pássaros                     | Bits Productions, Split Studio                              |                |
| 2019                                   |                                                             |                |
| I Lost My Body                         | Xilam                                                       |                |
| Buñuel in the Labyrinth of the Turtles | Hampa Animation Studio                                      |                |
| Okko's Inn                             | Madhouse Studios                                            |                |
| Promare                                | Studio Trigger, XFLAG                                       |                |
| Weathering with You                    | CoMix Wave Films                                            |                |

### Década de 2020
| Ano                                      | Filme | Estúdio(s)                                                            |
| 2020                                     | |                                                                       |
| ---------------------------------------- | --- | --------------------------------------------------------------------- |
| 2020                                     | Wolfwalkers | Apple TV+, GKIDS, Cartoon Saloon                                      |
| 2020                                     | A Shaun the Sheep Movie: Farmageddon | StudioCanal, Aardman Animations, Anton Capital Entertainment, Netflix |
| 2020                                     | Calamity Jane | Maybe Movies                                                          |
| 2020                                     | On-Gaku: Our Sound | Rock’n Roll Mountain, Tip Top                                         |
| 2020                                     | Ride Your Wave | Science SARU                                                          |
| 2021                                     | |                                                                       |
| Flee                                     | Final Cut for Real, Sun Creature, Vivement Lundi, MostFilm, Mer Film, VICE, Left HandFilms, Participant |                                                                       |
| Belle                                    | Studio Chizu, GKIDS |                                                                       |
| Fortune Favors Lady Nikuko               | Studio 4°C, GKIDS |                                                                       |
| Pompo the Cinephile                      | CLAP Animation Studio, GKIDS |                                                                       |
| Le Sommet des Dieux                      | Julianne Films, Folivari and Mélusine Productions Present Em co-produção com France 3 Cinéma e Auvergne-Rhône-Alpes Cinéma em associação com Wild Bunch em associação com with Palatine Etoile 17, Cinémage 14, Indéfilms 8 |                                                                       |
| 2022                                     | |                                                                       |
| Marcel the Shell with Shoes On           | Marcel the Movie LLC, A24 |                                                                       |
| Charlotte                                | January Films, Ltd., Balthazar Productions, Walking the Dog |                                                                       |
| Inu-Oh                                   | Science SARU, GKIDS |                                                                       |
| Little Nicholas: Happy As Can Be         | On Classics (Mediawan), Bidibul Productions |                                                                       |
| My Father's Dragon                       | Cartoon Saloon, Netflix |                                                                       |
| 2023                                     | |                                                                       |
| Robot Dreams                             | Arcadia Motion Pictures, Wild Bunch, NEON |                                                                       |
| Ernest & Celestine: A Trip to Gibberitia | Folivari, Mélusine Productions, StudioCanal, GKIDS |                                                                       |
| Four Souls of Coyote                     | Cinemon Entertainment |                                                                       |
| The Inventor                             | Curiosity Studios |                                                                       |
| White Plastic Sky                        | SALTO Films & Artichoke |                                                                       |